# Bornellidae
Bornellidae zijn een familie van weekdieren uit de klasse van de Gastropoda (slakken).

## Geslacht
- Bornella Gray, 1850
- Bornellopsis O'Donoghue, 1929